# سلانا د ریئالمار
سلانا د ریئالمار دهستانی در استان آبیلای اسپانیا است.
در این دهستان ۲۸۱ نفر زندگی می‌کنند. مساحت این دهستان ۳۷٫۲۰ کیلومتر مربع است.